# Université de Lisala
L’université de Lisala est une université publique de la république démocratique du Congo, située à Lisala, dans la province de Mongala. Sa langue d'enseignement est le français.

## Facultés
- Sciences Economiques et de Gestion
- Sciences Juridique Politique et Administrative
- Sciences Psychologique et de l’Éducation
- Sciences de la Santé
- Sciences et Technologie
- Sciences Agronomiques et Environnement
- Sciences de l’Homme et de la Société

## Centre de recherche
- Centre international de recherche pluridisciplinaire[1]